# Metilénkék
|  |  |

|  |  |

A metiltioninium-klorid, amelyet általában metilénkéknek neveznek, egy színezékként és gyógyszerként használt só. Gyógyszerként elsősorban methemoglobinémia kezelésére használják. Korábban ciánmérgezés és húgyúti fertőzések kezelésére használták, de már nem javasolt.
A metilénkéket jellemzően vénába adott injekcióval adják be. A gyakori mellékhatások közé tartozik a fejfájás, hányinger és hányás.
A metilénkéket először 1876-ban készítette Heinrich Caro. Szerepel az Egészségügyi Világszervezet alapvető gyógyszerek listáján.

## Orvosi felhasználás

### Methemoglobinémia
A metilénkéket a methemoglobinémia kezelésére használják úgy, hogy a hemoglobinban lévő vas vasat kémiailag vasvasssá redukálják. A methemoglobinémia bizonyos gyógyszerek, toxinok vagy bab fogyasztása következtében alakulhat ki az arra érzékenyeknél. Konkrétan olyan methemoglobinszint kezelésére használják, amely meghaladja a 30%-ot, vagy amelyeknél az oxigénterápia ellenére is vannak tünetek. Normális esetben a NADH- vagy NADPH-függő methemoglobin-reduktáz enzimek révén a methemoglobin visszaredukálódik hemoglobinná. Amikor nagy mennyiségű methemoglobin lép fel másodlagosan a toxinok miatt, a methemoglobin-reduktázok túlterhelődnek. A metilénkék intravénás befecskendezése ellenszerként először maga redukálódik leukometilénkékké, amely aztán a hemcsoportot a methemoglobinból hemoglobinná redukálja. A metilénkék órákról percekre csökkentheti a methemoglobin felezési idejét. Nagy dózisokban azonban a metilénkék valójában methemoglobinémiát vált ki, megfordítva ezt az utat.

### Ciánmérgezés
Mivel redukciós potenciálja hasonló az oxigénéhez, és az elektrontranszportlánc összetevőivel csökkenthető, a metilénkéket néha nagy dózisú kálium-cianid-mérgezés ellenszereként használják. Ezt a módszert először 1933-ban Matilda Moldenhauer Brooks San Franciscóban tesztelte sikeresen, bár először a Lundi Bo Sahlin Egyetemen mutatták be.

### Neurodegeneratív betegség
A metilénkék erősen lipofil, így könnyen átjut a vér-agy gáton. A metilénkék jobban koncentrálódik az agyban, mint a plazmában, és nagy affinitása van a mitokondriumokhoz. Számos tanulmány kimutatta jótékony hatását a mitokondriális diszfunkcióra és a neurodegeneratív betegségekre, amelyek szorosan összefüggenek.